# Jacob Dudman

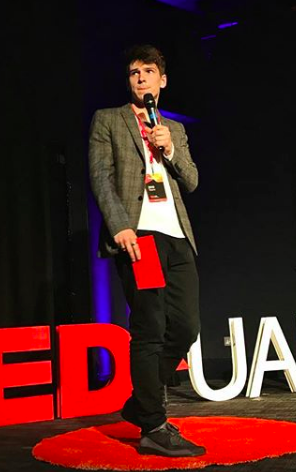
Jacob Dudman (2018)

Jacob Stanley Dudman (* 22. August 1997 in Chertsey, Surrey, England) ist ein britischer Schauspieler, Filmschaffender, Synchronsprecher und Podcaster.

## Leben
Dudman wurde am 22. August 1997 in Chertsey geboren, er hat zwei jüngere Schwestern. Er wuchs in Ripon auf und besuchte die St Aidan’s Church of England High School in Harrogate. Anschließend studierte er Filmproduktion am London College of Communication, einer Zweigstelle der University of the Arts London. Ab 2016 startete er seinen YouTube-Kanal und lud regelmäßig Videos ins Netz. 2016 gab er im Kurzfilm Yawn of the Dead sein Schauspieldebüt. In den nächsten Jahren folgten weitere Besetzungen in Spiel- und Kurzfilmen, ehe er zwischen 2018 und 2021 in 14 Episoden der Fernsehserie The A List die Rolle des Dev verkörperte. 2019 war er in der Fernsehserie Die Medici als Giulio de' Medici zu sehen. Im Folgejahr wurde er für die Rolle des Thomas Price in der Miniserie Ich schweige für dich gecastet. Von 2021 bis 2022 spielte er die Rolle des Sam Harvey in der Fernsehserie Fate: The Winx Saga. 2023 übernahm er im Film The Last Kingdom: Seven Kings Must Die die Rolle des Osbert.

## Filmografie (Auswahl)

### Schauspiel
- 2016: Yawn of the Dead (Kurzfilm)
- 2016: The X Mas Files
- 2016: Hidden (Kurzfilm)
- 2017: Free Sandwiches (Kurzfilm)
- 2017: The Great Curator (Kurzfilm)
- 2017: Arrows of Time
- 2017: Red Jumper (Kurzfilm)
- 2018: The Solo Jedi (Kurzfilm)
- 2018: A Quest for the TV Remote (Kurzfilm)
- 2018–2021: The A List (Fernsehserie, 14 Episoden)
- 2019: Die Medici (I Medici/Medici: Masters of Florence, Fernsehserie 4 Episoden)
- 2020: Ich schweige für dich (The Stranger, Miniserie, 8 Episoden)
- 2020: Farewell, Sarah Jane (Kurzfilm)
- 2021–2022: Fate: The Winx Saga (Fernsehserie, 9 Episoden)
- 2023: Bad Habits (Kurzfilm)
- 2023: The Last Kingdom: Seven Kings Must Die

### Regie
- 2016: Yawn of the Dead (Kurzfilm)
- 2016: Hidden (Kurzfilm)
- 2017: Save the Rhino Vietnam (Dokumentation)
- 2017: Behind the scenes at Doctor Who (Dokumentation)
- 2018: A Quest for the TV Remote (Kurzfilm)
- 2018: Dev’s Diary (Fernsehdokuserie)
- 2019: The Buzzing Metropolis (Dokumentation)
- 2020: Time and Tide
- 2022: Rose Tinted
- 2023: Bad Habits (Kurzfilm)

### Produktion
- 2018: Dev’s Diary (Fernsehdokuserie, 5 Episoden)
- 2020: Time and Tide (Kurzfilm)
- 2023: Bad Habits (Kurzfilm)

### Drehbuch
- 2018: The Solo Jedi (Kurzfilm)
- 2018: A Quest for the TV Remote (Kurzfilm)
- 2023: Time and Tide (Kurzfilm)

### Editor
- 2016: Yawn of the Dead (Kurzfilm)
- 2017: Save the Rhino Vietnam (Dokumentation)
- 2022: Rose Tinted

## Synchronisationen (Auswahl)
- 2017: Doctor Who: The Third Doctor Adventures (Fernsehserie, Episode 3x02)
- 2017; 2023: The War Master (Podcastserie, 2 Episoden)
- 2018: Doctor Who: The Seventh Doctor – The New Adventures (Podcastserie, Episode 1x02)
- 2018–2020: Doctor Who: The Monthly Adventures (Podcastserie, 3 Episoden)
- 2018–2023: Doctor Who: The Tenth Doctor Chronicles (Podcastserie, 8 Episoden)
- seit 2018: Doctor Who: The Eleventh Doctor Chronicles (Podcastserie)
- 2019–2023: Doctor Who: Short Trips (Podcastserie, 8 Episoden)
- 2020: Doctors Assemble (Kurzfilm; Sprechrolle)
- 2020–2021: Doctor Who: Time Lord Victorious (Podcastserie, 2 Episoden)
- 2020–2022: Torchwood: Monthly Range (Podcastserie, 2 Episoden)
- seit 2020: Doctor Who: The Twelfth Doctor Chronicles (Podcastserie)
- 2021: The Lone Centurion (Podcastserie, 2 Episoden)
- 2021: Torchwood Soho (Podcastserie, 6 Episoden)
- 2021: Forza Horizon 5 (Computerspiel)
- 2022: Primal (Animationsserie, Episode 2x05)
- 2022: Doctor Who: The New Adventures of Bernice Summerfield (Podcastserie, Episode 7x02)
- 2023: Unicorn: Warriors Eternal (Zeichentrickserie, 4 Episoden)
- 2023: Doctor Who: Once and Future (Podcastserie, Episode 1x07)